# Anne Lamott

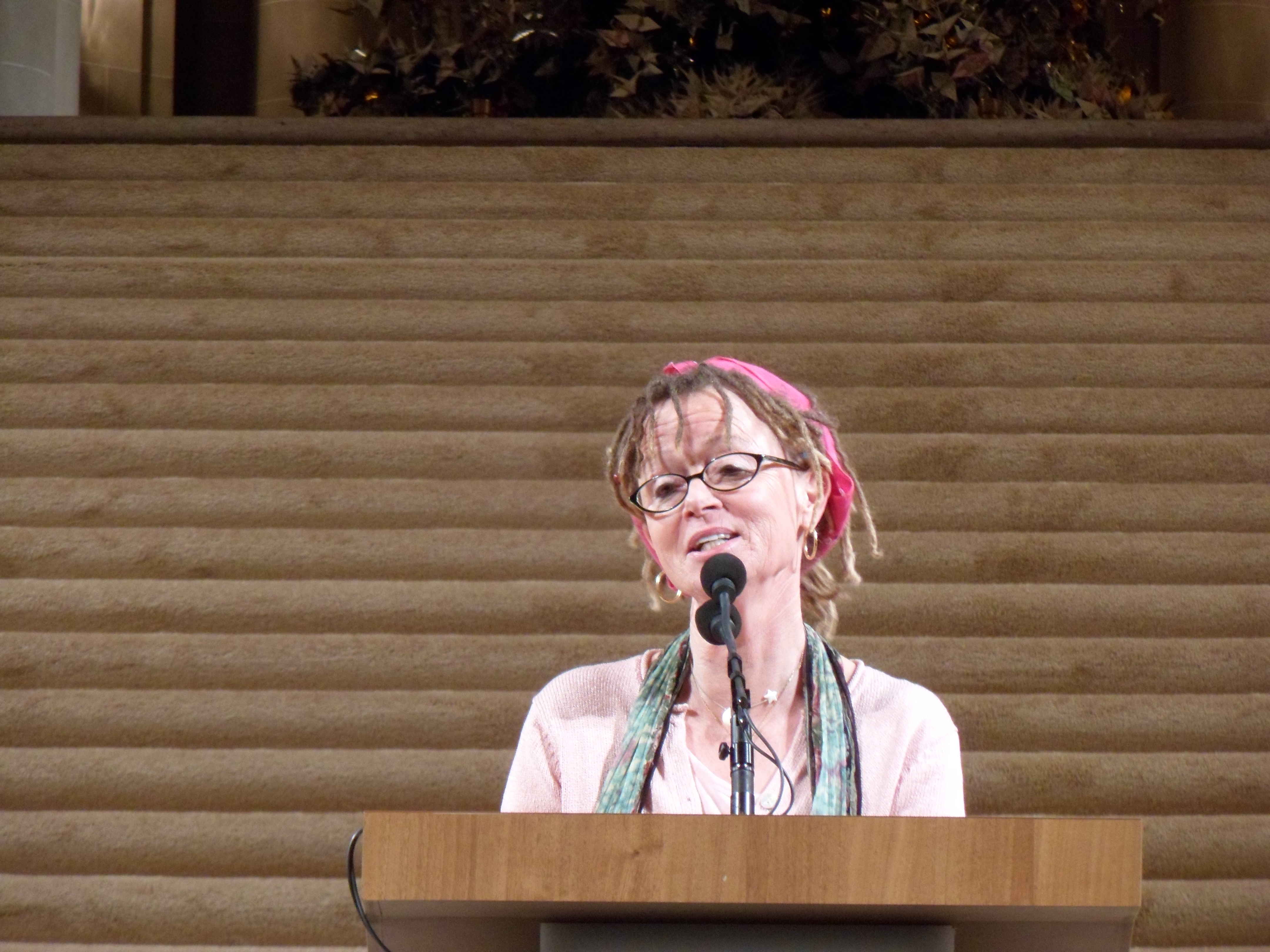
Anne Lamott im Dezember 2013

Anne Lamott (* 10. April 1954 in San Francisco) ist eine US-amerikanische Schriftstellerin. Sie engagiert sich politisch, tritt als Vortragsrednerin auf und unterrichtet Kreatives Schreiben. Ihre Sachbücher sind weitgehend autobiographisch geprägt und behandeln Themen wie Alkoholismus, das Leben als Alleinerziehende, Depression und Christentum.

## Leben
Anne Lamott wurde 1954 als Tochter des Schriftstellers Kenneth Lamott in San Francisco geboren. Sie wuchs in Marin County im Norden der Stadt auf. Ihren Highschool-Abschluss legte sie an der Drew School ab und studierte anschließend am Goucher College. Dort schrieb sie für die Schulzeitung, brach ihr Studium aber nach zwei Jahren ab.
1980 veröffentlichte sie ihren ersten Roman Hard Laughter. Sie widmete das Buch ihrem Vater, der an einem Gehirntumor erkrankt war.
Die Geburt ihres Sohnes Sam 1989 und die Zeit als alleinerziehende Mutter verarbeitete Anne Lamott in ihrem Buch Operating Instructions. Dem folgte später das Buch Some Assembly Required, das unter dem Eindruck Großmutter geworden zu sein entstand.
Indem sie ihre Lebensschwierigkeiten und das eigene Scheitern thematisiert, bietet sie den Lesenden die Möglichkeit die eigenen Erfahrungen damit zu vergleichen. Dadurch wird ihr auch der »Ehrentitel« The People’s Author zugedacht.
Über ihre eigene schriftstellerische Tätigkeit hinaus ist Anne Lamott als Lehrerin für Kreatives Schreiben tätig. Sie unterrichtet an der Universität von Kalifornien in Davis und in Kursen überall in den Vereinigten Staaten. Ihr Lehrbuch Bird by Bird wurde auch ins Deutsche übersetzt.
Politisch engagiert sich Lamott im linken Spektrum und setzt sich für Frauenrechte, Gleichberechtigung von LGBT und Umweltpolitik ein.
1999 veröffentlichte Freida Lee Mock eine biographische Dokumentation mit dem Titel Bird by Bird with Annie: A Film Portrait of Writer Anne Lamott.

## Auszeichnungen
- 1985 erhielt Anne Lamott ein Guggenheim-Stipendium.[7]
- 2010 wurde sie in die California Hall of Fame aufgenommen.[6]
- Mehrere Bücher erhielten einen Platz in der The New York Times Best Seller list.

## Werke
Romane
- Hard Laughter. Viking Press. 1980. ISBN 0-670-36140-2.
- Rosie. Viking Press. 1983. ISBN 0-670-60828-9.
- Joe Jones. North Point Press. 1985. ISBN 0-86547-209-2.
- All New People. North Point Press. 1989. ISBN 0-86547-394-3.
- Crooked Little Heart. Pantheon Books. 1997. ISBN 0-679-43521-2.
- Blue Shoe. Riverhead Books. 2002. ISBN 1-57322-226-7.
  - Der blaue Schuh. Roman. Aus dem Amerikanischen von Birgit Schmitz, Droemer 2004, ISBN 978-3-426-19564-2.
- Imperfect Birds. Riverhead Books. 2010. ISBN 1-59448-751-0.

Sachbücher
- Operating Instructions: A Journal of My Son’s First Year. Pantheon Books. 1993. ISBN 978-0-679-42091-0.
- Bird by Bird: Some Instructions on Writing and Life. Pantheon Books. 1994. ISBN 978-0-679-43520-4.
  - Wort für Wort. Anleitungen zum Schreiben und Leben als Schriftsteller. Übersetzt von Kerstin Winter, Autorenhaus Verlag 2004, ISBN 978-3-932909-44-3.
- Traveling Mercies: Some Thoughts on Faith. Pantheon Books. 1999. ISBN 978-0-679-44240-0.
- Plan B: Further Thoughts on Faith. Riverhead Books. 2005. ISBN 978-1-57322-299-0.
- Grace (Eventually): Thoughts on Faith. Riverhead Books. 2007. ISBN 978-1-59448-942-6.
- Some Assembly Required: A Journal of My Son’s First Son. Riverhead Books. 2012. ISBN 978-1-59448-841-2. (with Sam Lamott)
- Help, Thanks, Wow: The Three Essential Prayers. Riverhead Books. 2012. ISBN 978-1-59463-129-0.
- Stitches: A Handbook on Meaning, Hope and Repair. Riverhead Books. 2013. ISBN 978-1-59463-258-7.
- Small Victories: Spotting Improbable Moments of Grace. Riverhead Books. 2014. ISBN 978-1-59448-629-6.
- Hallelujah Anyway: Rediscovering Mercy. Riverhead Books. 2017. ISBN 978-0-7352-1358-6.
- Almost Everything: Notes on Hope. Riverhead Books. 2018. ISBN 978-0-525-53744-1.